# Toropamecia longipennis
Toropamecia longipennis är en tvåvingeart som beskrevs av Timothy M. Cogan 1978. Toropamecia longipennis ingår i släktet Toropamecia och familjen markflugor.
Artens utbredningsområde är Ecuador. Inga underarter finns listade i Catalogue of Life.